# Joey Cavalieri
Joey Cavalieri est un éditeur de bande dessinée américain connu pour son travail chez DC Comics. Il a également été ponctuellement scénariste de bande dessinée.

## Récompense
- 2002 : 
  - Prix Eisner de la meilleure anthologie pour Bizarro Comics
  - Prix Harvey de la meilleure anthologie pour Bizarro Comics